# 정7위
정7위(正七位)는 일본의 위계 중 하나이다. 정6위 아래, 종7위의 윗 단계에 위치한다.

## 개요
701년 다이호 원년, 다른 위계와 함께 다이호 율령에서 처음으로 제정되었다. 율령제에서는 정7위는 정7위상과 정7위하 두 단계로 나뉘었다. 메이지 시대 초기 태정관  제도에서는 상하를 없애고, 신기관(神祇官)의 권대사(権大史), 태정관의 권소사(権少史) 등의 관직에 상당하는 위계가 되었다.
1946년 쇼와 21년, 살아있는 사람에 대한 서임을 정지할 때까지 정7위는 문관은 고등관 6등(교육감 등), 무관은 대위(중대장 등)의 첫 서임 단계가 되었다. 정지 후에는 고인만을 대상으로 부처의 지방 파견 기관의 과장급 직원, 교육감의 계급에 있던 경찰관이 서임되고 있다.
저명한 정7위 서임의 예로는 도와다호의 개발에 진력한 와이나이 사다유키, 도키와다이 역에서 순직한 경시청 경부 미야모토 구니히코의 서임 등이 있다.

## 같이 보기
- 관위
- 추증
- 대부